# Camponotus planatus
Camponotus planatus är en myrart som beskrevs av Julius Roger 1863. Camponotus planatus ingår i släktet hästmyror, och familjen myror.

## Underarter
Arten delas in i följande underarter:
- C. p. acaciae
- C. p. colombicus
- C. p. continentis
- C. p. esdras
- C. p. planatus

## Bildgalleri

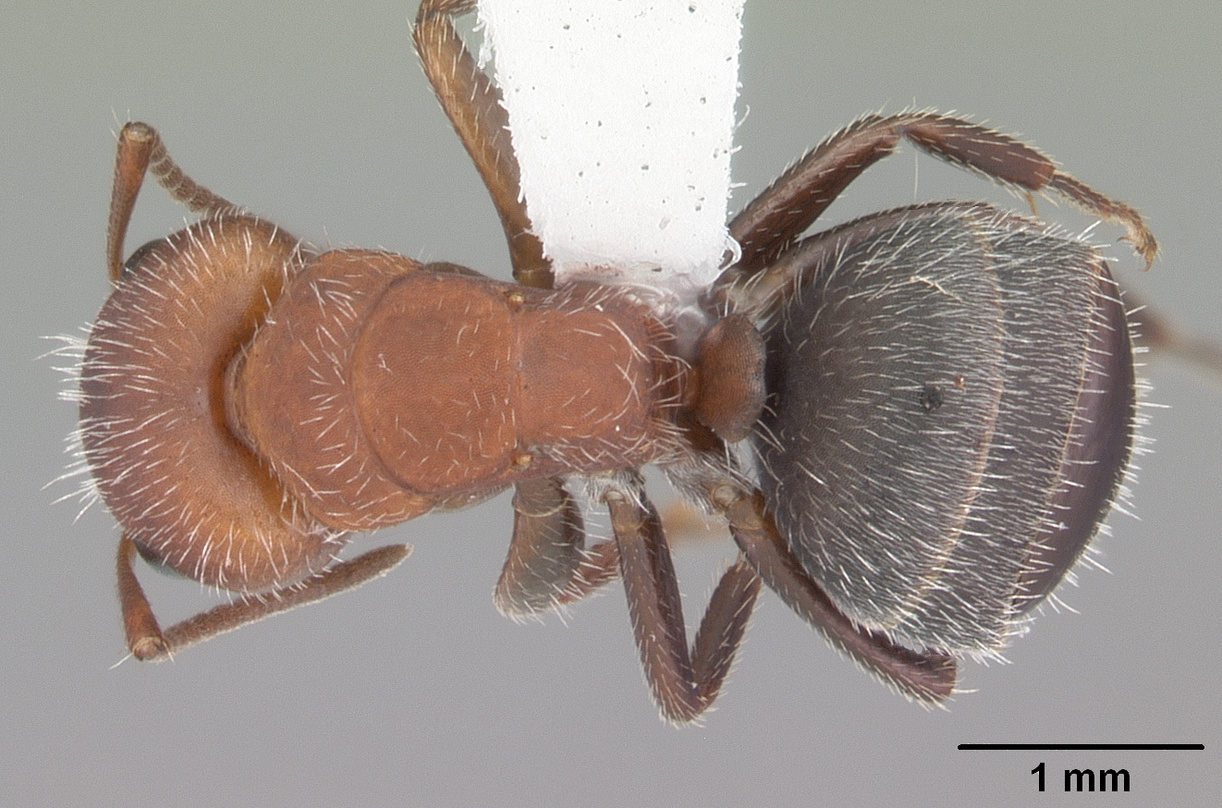
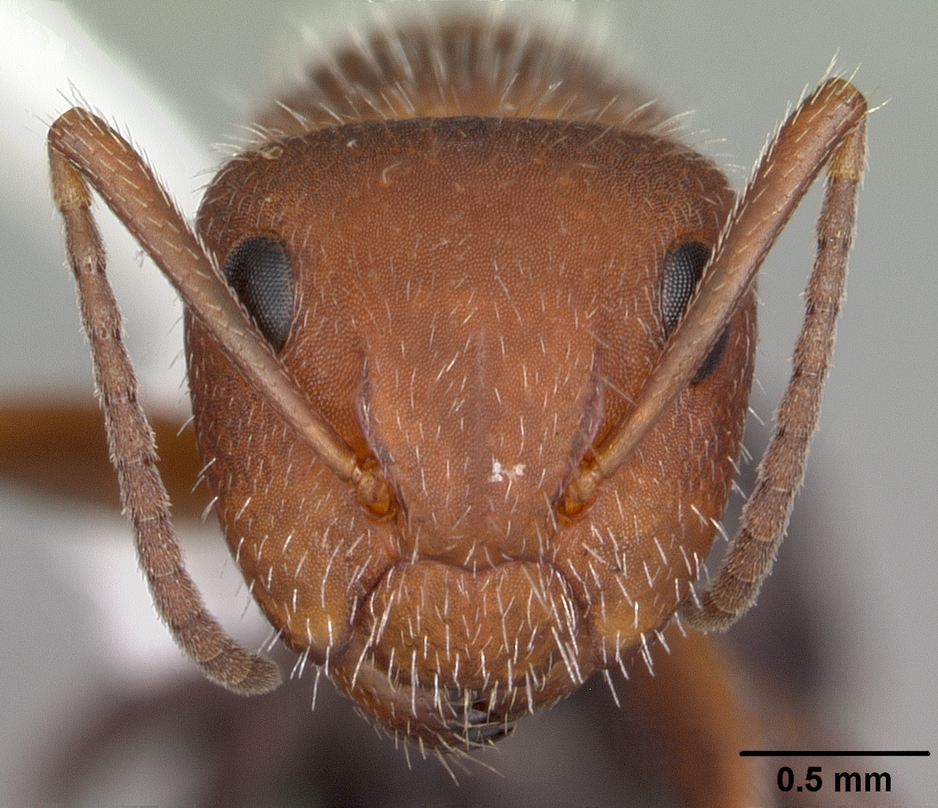
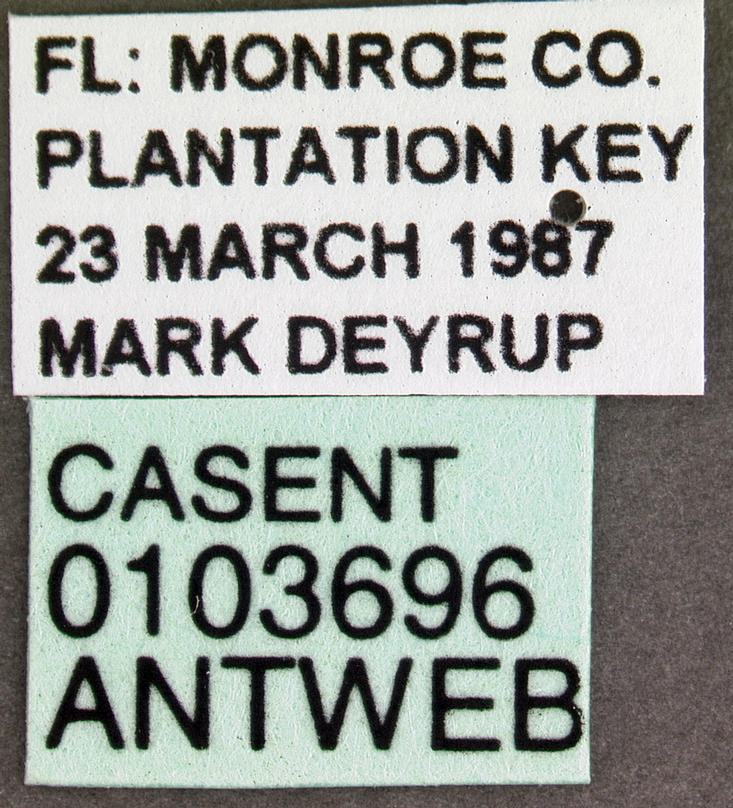
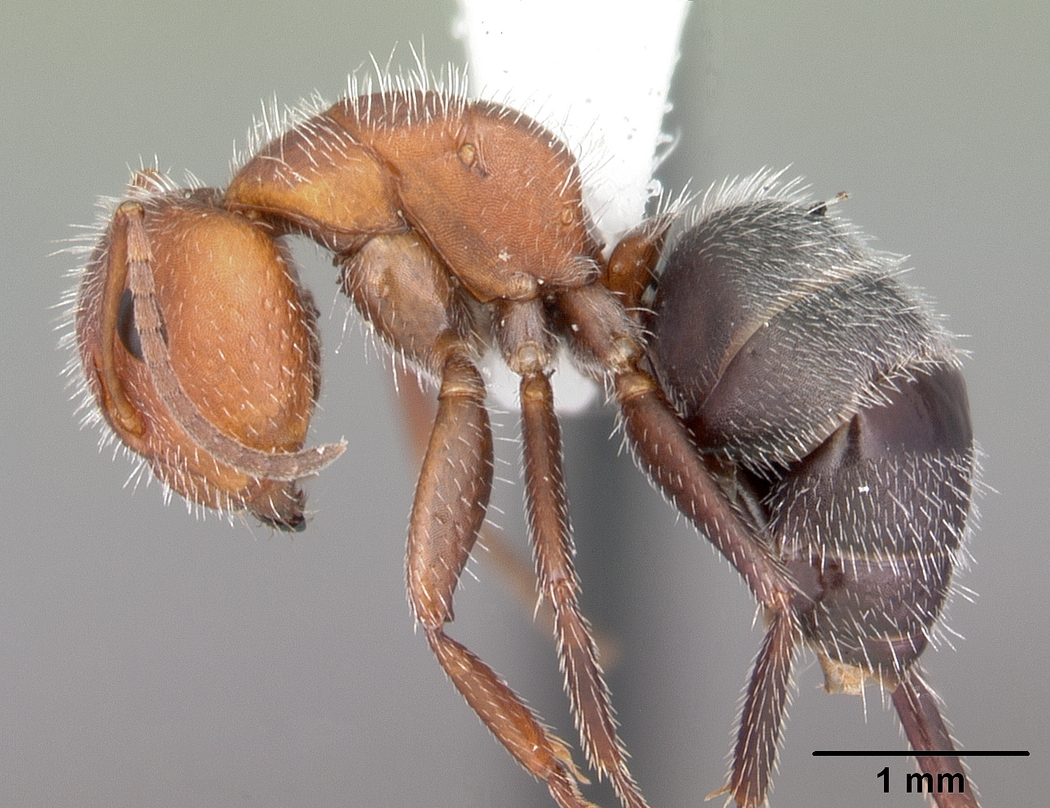
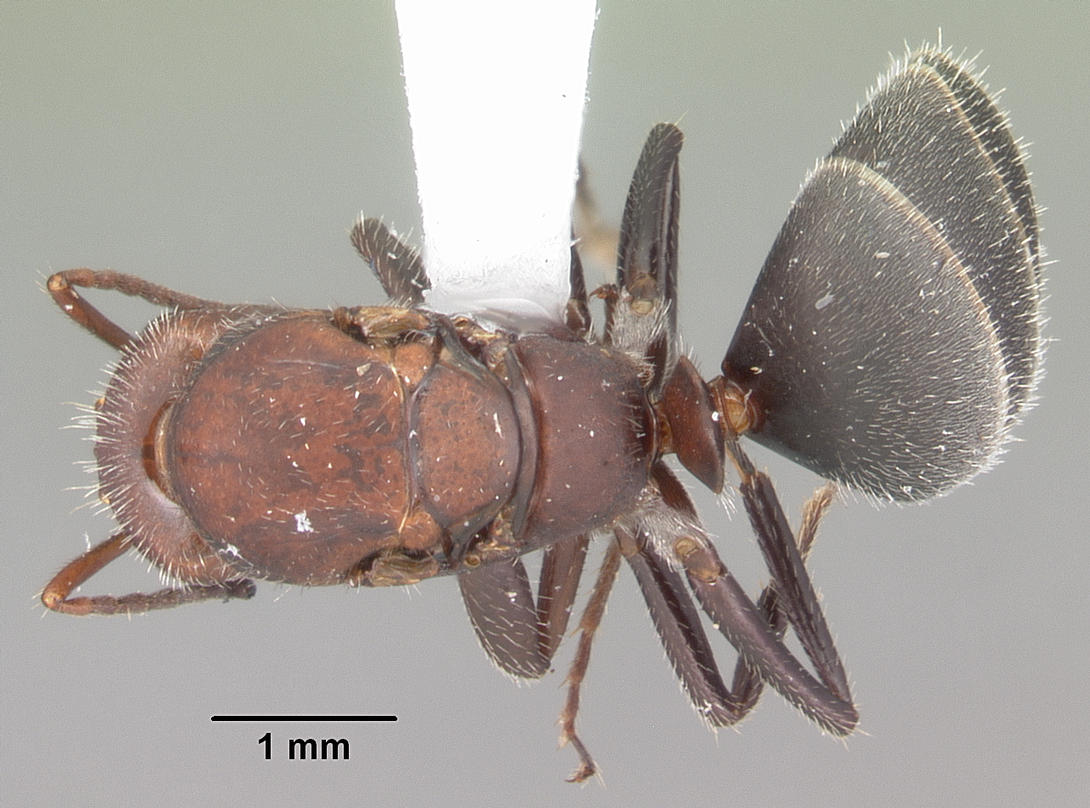
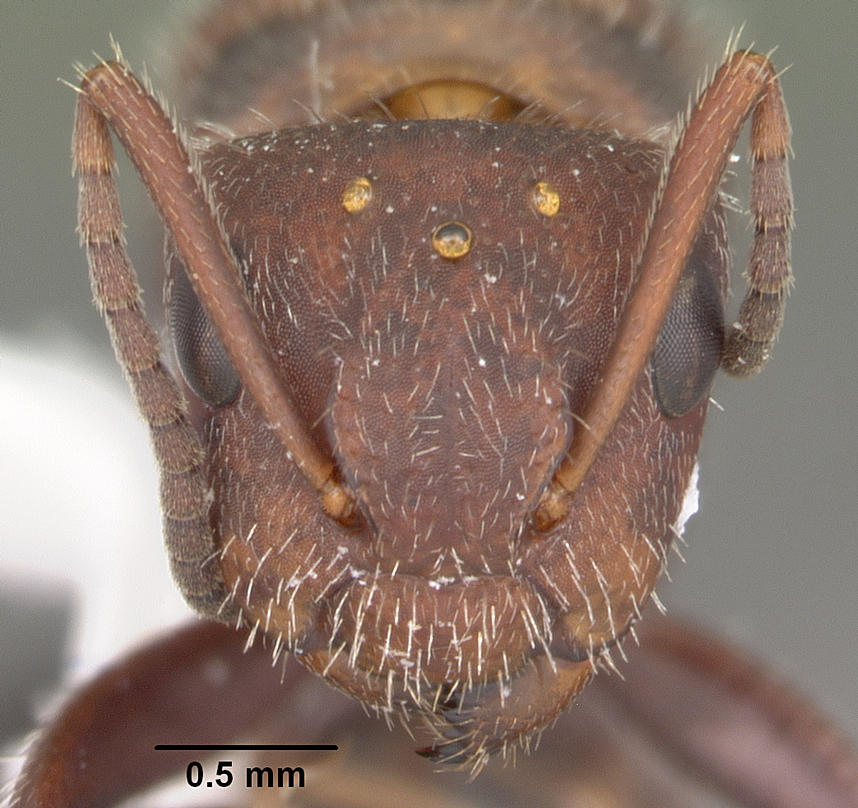